# Carl Thorade
Carl Heinrich Thorade (* 5. September 1841 in Seefeld im Stadland; † 18. Juli 1896 in Badenweiler) war ein deutscher Bankier, der sich in der liberalen Arbeiterbewegung und in der Politik im Großherzogtum Oldenburg engagierte.

## Leben
Carl Heinrich Thorade wurde als Sohn des Seefelder Kaufmanns Johann Friedrich Thorade (* 1801) und dessen Ehefrau Gesche Margarethe geb. Onken (* 1804) geboren. Seine Schulausbildung erhielt er in Oldenburg und begann anschließend eine kaufmännische Lehre in der Kolonialwarenhandlung des oldenburgischen Kaufmanns Christian Hoyer. Im November 1860 wurde er bei der seit 1845 bestehende Oldenburgische Spar- und Leihbank angestellt. Er machte rasch Karriere, erhielt 1865 Prokura, 1869 wurde er persönlich haftender Gesellschafter und 1871 schließlich Direktor der Bank. In seiner Funktion förderte Thorade auf vielfältige Weise den Industrialisierungsprozess des Großherzogtums, so etwa durch seine Kreditpolitik, mit der unter anderem die Oldenburg-Portugiesische Dampfschiffs-Rhederei förderte, deren Aufsichtsrat er seit 1882 angehörte. Auf Thorades Initiative richtete die Bank vermutlich als erste in Deutschland außerdem ein Scheckbüro für den Kleinverkehr ein.
Thorade war darüber hinaus auch politisch interessierte und gehörte als Linksliberaler der Deutschen Fortschrittspartei bzw. später der Deutschen Freisinnigen Partei an. Beeinflusst von den Ideen des Sozialreformers Hermann Schulze-Delitzsch engagierte er sich besonders für die Idee, der Arbeiterschicht des Großherzogtums mittels Arbeiterbildungsvereinen den Zugang zu Bildung zu verschaffen. Thorade verband mit seinem Engagement die Hoffnung, Arbeitern den sozialen Aufstieg zu ermöglichen und ihn in die bürgerliche Gesellschaft zu integrieren. Weiterhin sollten gebildete Arbeiter die Möglichkeiten des allgemeinen Wahlrechts besser nutzen und so zu einer freiheitlichen Umgestaltung des Staates beitragen. Im Frühjahr 1864 übernahm er dazu den Vorsitz des bisher stagnierenden Arbeiterbildungsvereins der Stadt Oldenburg und wurde vielfältig zu dessen Ausbau und Erweiterung tätig. Noch 1864 gründete er ein Arbeitsvermittlungsbüro, 1865 eine Vereinskrankenkasse und 1866 einen Konsumverein, dessen Verwaltungsrat er bis 1881 angehörte.
Als er sich 1867 für streikende Metallarbeiter und eine Arbeitszeitverkürzung einsetzte, geriet er in Konflikt mit einem Teil der Arbeitgeber und der Presse im Großherzogtum. Aus Rücksicht auf seine berufliche und gesellschaftliche Position erklärte er, wohl im Zusammenhang mit diesen Auseinandersetzungen, seinen Rücktritt vom Vereinsvorsitz, den er nach außen hin mit Arbeitsüberlastung begründete. Auf regionaler und überregionaler Ebene blieb er allerdings auch weiterhin für die Arbeiterbildungsvereine aktiv. So führte er ab 1865 als Präsident die auf seine Initiative hin entstandenen jährlichen Landesversammlungen der oldenburgischen Arbeiterbildungsvereine, war 1868 Mitbegründer des Gauverbandes der Oldenburger und Ostfriesischen Arbeiter-Bildungsvereine und außerdem unter den oldenburgischen Delegierten bei den Vereinstagen Deutscher Arbeiterbildungsvereine (VDAV).
Als 1868 auf dem fünften Nürnberger Vereinstag Anhänger der Internationalen Arbeiterassoziation die Mehrheit erhielten, spalteten sich die oldenburgischen Delegierten unter Thorades Führung gemeinsam mit den Vertretern weiterer Vereine von dem Verband ab und bildeten den Deutschen Arbeiterbund. Während diese Spaltung der Vereine im übrigen Deutschen Reich einen Bruch der Arbeiterbewegung mit der bürgerlichen Demokratie nach sich zog, konnte die liberale Arbeiterbewegung im Großherzogtum Oldenburg ihre führende Stellung in den folgenden Jahren zunächst noch ausbauen.
In Oldenburg war Thorade ab 1869 an der Gründung mehrerer Gewerkvereinen beteiligt, die sich den liberalen Hirsch-Dunckerschen Gewerkvereinen anschlossen. Nach der Reichsgründung wurden die liberalen Arbeitervereine zugunsten der aufstrebenden und politisch aktiven Sozialdemokratie in den Hintergrund gedrängt und letztlich bedeutungslos. Thorade wandte sich in dieser Zeit der Politik zu, saß im Oldenburgischen Stadtrat und ebenso von 1884 bis 1890 im Oldenburgischen Landtag.

## Familie
Thorade heiratete am 4. Dezember 1870 Hedwig Anna geb. Strackerjan (1849–1943), die Tochter des Rektors Karl Strackerjan (1819–1889) und dessen erster Frau Wilhelmine Helene geb. Lauw (1822–1857). Das Paar hatte vier Kinder, von denen die älteste Tochter Willa Thorade (1871–1962) eine bedeutende Rolle in der oldenburgischen Kommunalpolitik und in der deutschen Frauenbewegung einnahm.